# Bruno Senna

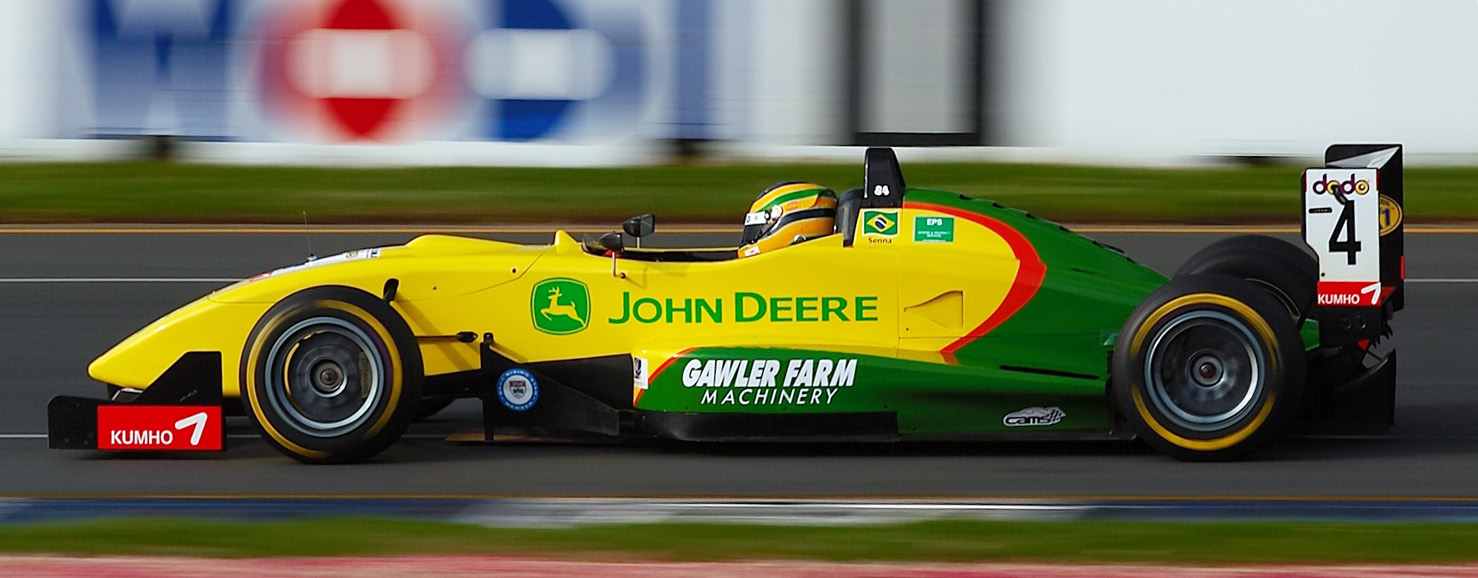
Bruno in een Formule 3 race in Australië 2006

Bruno Senna Lalli (São Paulo, 15 oktober 1983) is een Braziliaans autocoureur. Bruno is de neef van drievoudig Formule 1-wereldkampioen Ayrton Senna. De moeder van Bruno is Ayrtons zus Viviane, van beroep psycholoog. Zijn vader was een zakenman die zich vooral met onroerend goed en financiële dienstverlening bezighield.

## Biografie

### Vroege jaren
"Als je denkt dat ik goed ben, wacht dan tot je mijn neefje ziet". Met deze woorden vertrok zijn oom Ayrton in 1993 bij McLaren. De relatie tussen Ayrton en Bruno versterkt zich met de dag tijdens de jeugd van Bruno. Op nagenoeg alle privé filmopnames van Ayrton Senna, genomen tijdens een van de kartraces op een van de boerderijen van Ayrton is de kleine Bruno te vinden. Toen Bruno vier jaar oud was, zette zijn oom hem in een kart op het Tatuí circuit, ontworpen door Ayrton zelf. Het begeleiden van "Bruninho" laat hij echter over aan de bijna mythische "Tche". Deze Tche is dezelfde man die Ayrton in een go-kart zette toen hij ongeveer net zo oud was als Bruno. Bruno kan al snel wennen, en hij doet in 1993 al mee aan enkele Braziliaanse Junior Kart Kampioenschapsraces, waarbij hij laat zien dat hij veel talent heeft.
Op 1 mei 1994, tijdens de zevende ronde van de Grand Prix van San Marino op Imola, overlijdt Ayrton Senna bij een race-ongeval. De Senna-familie besluit dat ze haar bijdrage aan de sport in bloed heeft betaald en verbiedt Bruno een verdere carrière in de sport. Later, in 1995, verliest Bruno ook zijn vader bij een noodlottig motorongeluk, terwijl hij op zijn "Ducati Senna" naar huis rijdt vanaf een tentoonstelling.
In 2004, tien jaar na het dodelijke ongeluk van zijn oom, is Bruno samen met zijn moeder Viviane aanwezig op de paddock op het circuit van Imola om deel te nemen aan de georganiseerde herdenkingsactiviteiten ter ere van Ayrton. Hier raakt hij volledig in de ban van de singleseaters. Samen met een vriend van de familie, Jo Ramirez, is hij non-stop in het rennerskwartier te vinden. De passie voor racen is bij Bruno nooit verdwenen en hij besluit dat racen zijn enige toekomst kan zijn. Tijdens dit weekend krijgt Bruno een Lotus 98T uit 1986, waarin zijn oom heeft gereden. Tijdens de Grand Prix van Brazilië van 2004 op Interlagos rijdt Bruno hiermee enkele ronden.
Viviane is, begrijpelijkerwijs, niet onverdeeld gelukkig met de hervonden passie van haar zoon, maar begrijpt dat Bruno oprecht is in zijn voornemen coureur te worden. Viviane neemt hierop contact op met Gerhard Berger, de oude vriend van Ayrton en nu een manager bij BMW. Berger regelt een test voor Bruno met een Formule BMW in Valencia.

### 2005
In 2005, na slechts vijf races in het Britse Formula BMW- en Formule Renault-kampioenschap te hebben gereden, stroomt Bruno door naar het Britse Formule 3-kampioenschap. Hij haalt hier drie podiums binnen voor het Räikkönen Robertson Racing Team, eigendom van de 2007 Formule 1-wereldkampioen Kimi Räikkönen en zijn zakenpartner Steve Robertson.

### 2006: Britse Formule 3
In 2006 rijdt Bruno Senna wederom voor het Räikkönen Roberts Racing Team, waarmee hij het seizoen afsluit met een derde plaats in het kampioenschap. Van zijn vier overwinningen, twee op Oulton Park, één op Donington Park en één op Mugello, waren er drie op een nat circuit.
Daarnaast verschijnt Senna aan de start van de F3 supportrace tijdens de Grand Prix van Australië, waarbij hij drie van de vier races op zijn naam schrijft.

### 2007 en 2008: GP2
Eind 2006 tekent Senna bij Arden International Racing voor het GP2-seizoen van 2007. Zijn debuutrace in Bahrein eindigt hij als vierde en hij wint zijn eerste, en enige dat seizoen, GP2-race in Spanje.
Tussen de races in Monaco en Frankrijk neemt Senna deel aan de derde ronde van het Ferrari Challenge Trofeo Pirelli kampioenschap op Silverstone. Tijdens dit weekend, ter ere van het 60-jarig bestaan van Ferrari, rijdt hij in een F430 tweemaal van pole naar de overwinning. Hij doet mee aan deze races om het Silverstone  beter te leren kennen.
Na nog twee podia na Spanje sluit Senna het GP2-seizoen van 2007 af op Valencia met een DNF in de hoofdrace en plaats veertien in de sprintrace. Hiermee behaalt hij de achtste plaats in het kampioenschap.

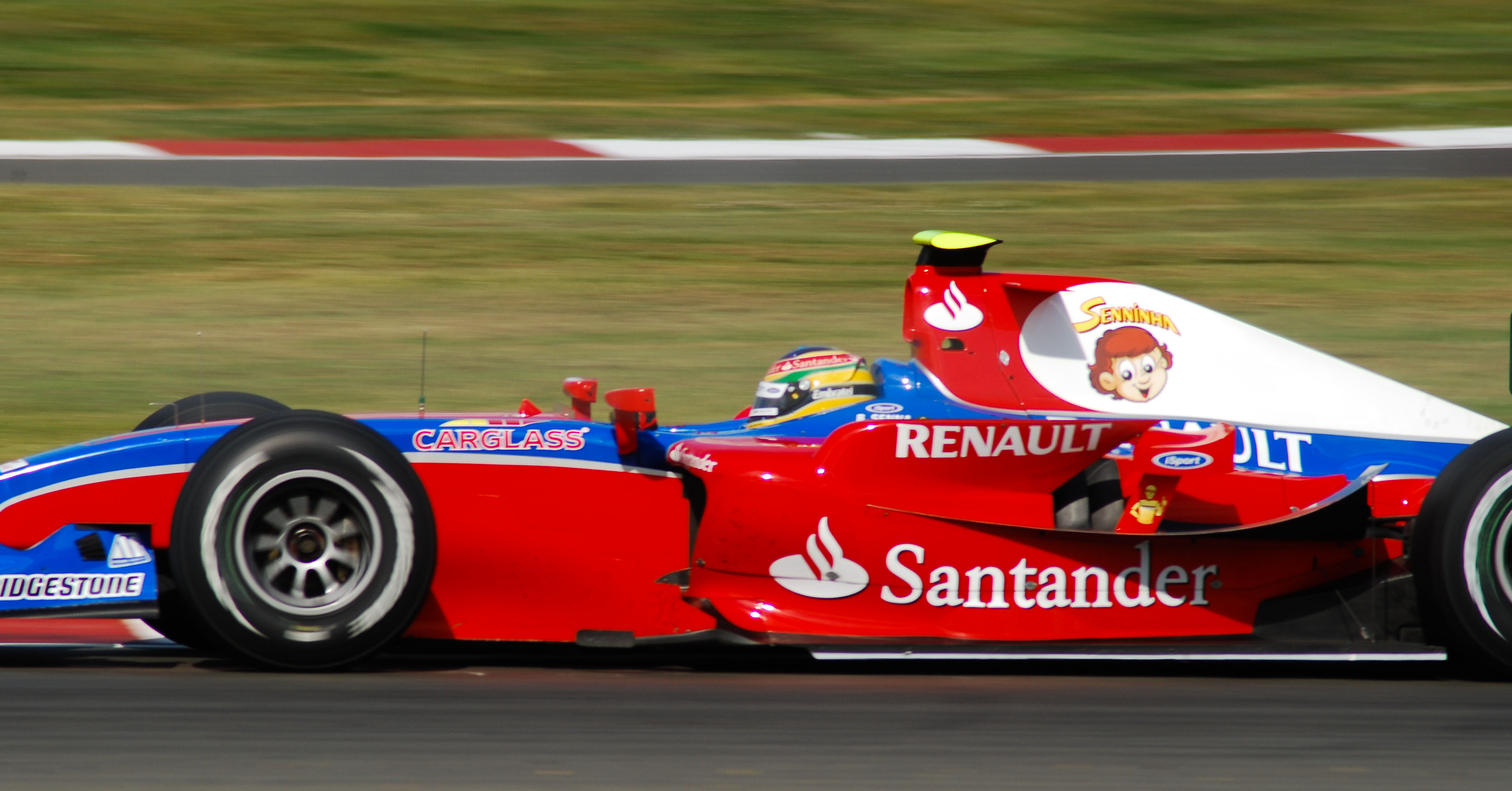
Bruno Senna rijdend voor iSport International in 2008

In 2008 verruilt Senna Arden voor iSport International, waar hij naast Karun Chandhok uit India zal uitkomen. Voor dit team neemt hij tevens deel in de GP2-Asia Series, welke hij afsluit met de vijfde plaats in het kampioenschap.
De eerste race van het reguliere GP2-seizoen in 2009 begint goed voor Senna, met een tweede plaats in de hoofdrace en een vierde in de sprint. Het GP2- seizoen dat jaar verloopt zeer goed en Senna zal nog diverse overwinningen scoren. In Turkije heeft hij een vrij macabere aanrijding. Hij moet uiteindelijk met een zeer beschadigde bolide uitvallen in de race naar aanleiding van een aanrijding met een hond die over het circuit heenloopt. Senna wordt net geen kampioen dat jaar. Hij wordt in de eindstand tweede achter Giorgio Pantano.

### 2009: Le Mans Series
In 2009 komt Senna uit voor het Oreca-team in de Le Mans Series. Hij presteert goed en eindigt samen met zijn teamgenoten Stéphane Ortelli en Tiago Monteiro op de derde plaats in het kampioenschap.

### 2010-2012: Formule 1
2010

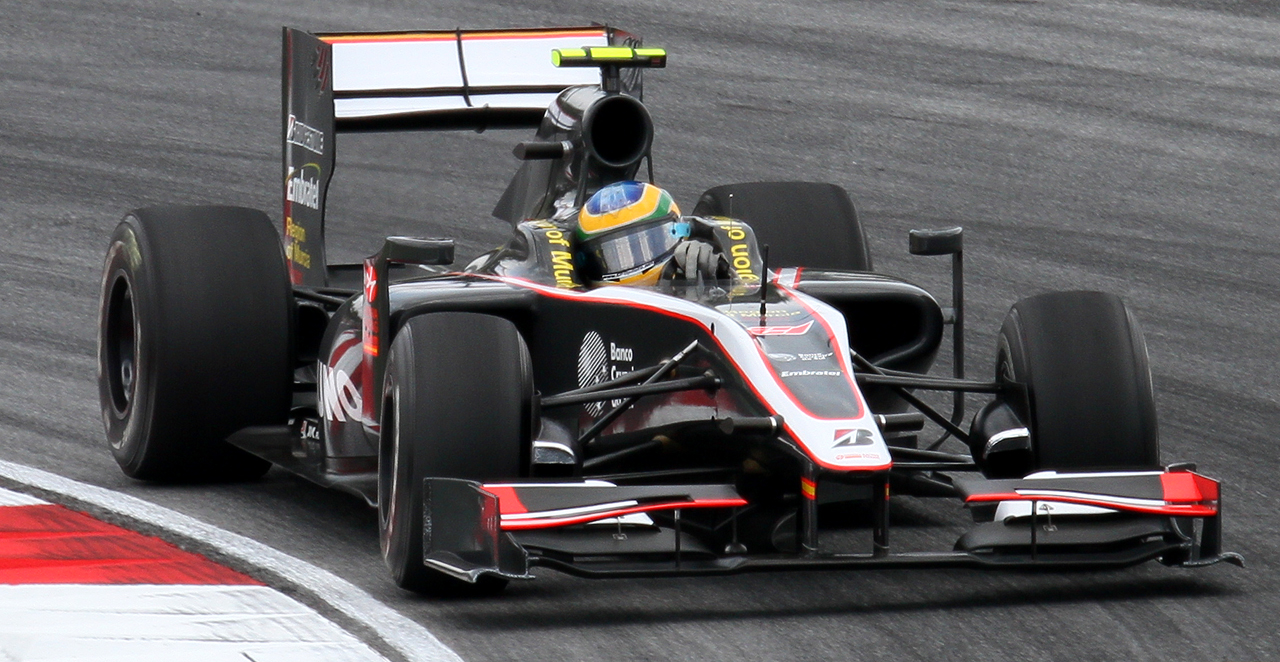
Senna tijdens zijn debuutjaar in de Formule 1, uitkomend voor HRT

Eerder maakte Senna bij het team van Honda F1 al kans op een plekje in de koningsklasse van de autosport, maar hij viel af toen dat team terugtrad uit de Formule 1 en de nieuwe eigenaar van de renstal, Ross Brawn, koos voor de ervaren coureurs Jenson Button en Rubens Barrichello.
Op 31 oktober 2009 maakte Adrián Campos bekend, dat Bruno Senna een contract had getekend om in 2010 te rijden voor Campos Meta. Op 2 maart 2010 werd de naam Campos Meta veranderd in Hispania Racing Team, kortweg HRT. Twee dagen later werd Karun Chandhok aangewezen als Senna's teamgenoot.
Senna maakte zijn debuut tijdens de Grand Prix van Bahrein, maar al snel werd duidelijk dat HRT, samen met Virgin Racing en Lotus, in de achterhoede van het veld zou rondrijden. Senna kon geen indruk maken en werd tijdens de Grand Prix van Silverstone vervangen door Sakon Yamamoto. Op de Grand Prix van Silverstone na reed Senna verder alle races in 2010. Senna's beste resultaat was een veertiende plek tijdens de Grand Prix van Korea.
2011

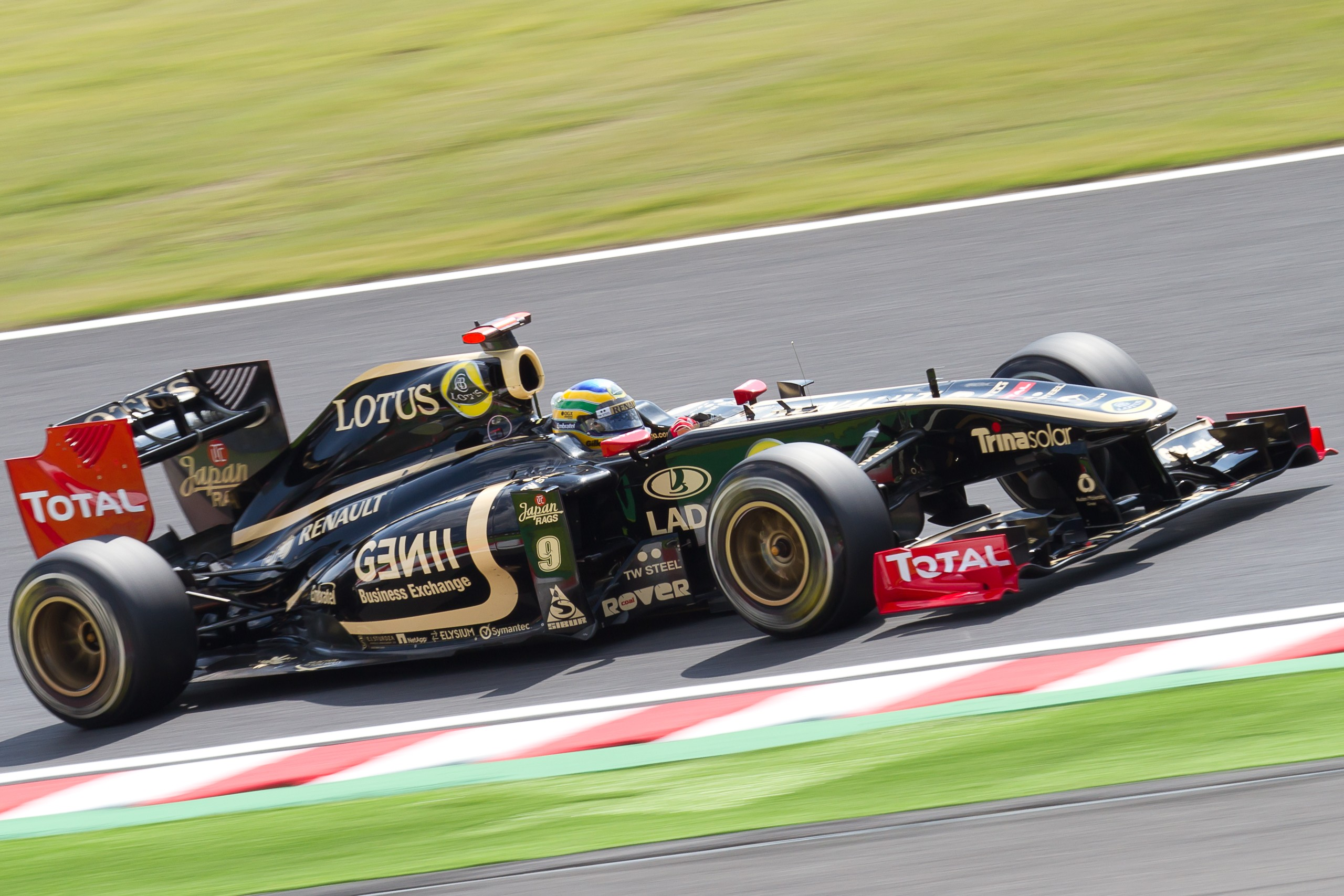
Bruno Senna verving Heidfeld halverwege het seizoen bij Renault

Op 31 januari 2011 werd Senna gepresenteerd als de test- en reserverijder bij Renault. Het team maakte op 9 februari bekend, dat Senna samen met Nick Heidfeld aan de tests in Jerez zou deelnemen om zo een vervanger te hebben voor de geblesseerde Robert Kubica. Niet lang daarna werd Heidfeld aangewezen als de vervanger van Kubica.
Halverwege het seizoen, na de Grand Prix van Duitsland, werd bevestigd dat Senna het stoeltje van Heidfeld zou overnemen tijdens de eerste vrije training in Hongarije. Op 22 augustus vertelde Eddie Jordan, dat Senna de rest van het seizoen zou uitkomen voor het team, ten koste van de matig presterende Nick Heidfeld. Dit gerucht werd twee dagen later door het team bevestigd. Senna kwalificeerde zich knap als zevende en finishte in de Grand Prix van België, na een aanrijding met Jaime Alguersuari, als dertiende. Twee weken later behaalde Senna de eerste punten in zijn carrière; hij eindigde in de Grand Prix van Italië als negende.
De resterende races maakte Senna weinig indruk; zijn beste resultaat was een twaalfde plaats tijdens de Grand Prix van India.
Aan het eind van het seizoen werd bekend, dat Kimi Räikkönen en Romain Grosjean in 2012 zouden gaan rijden voor het team. Senna vertrok aan het einde van het jaar naar Williams.
2012

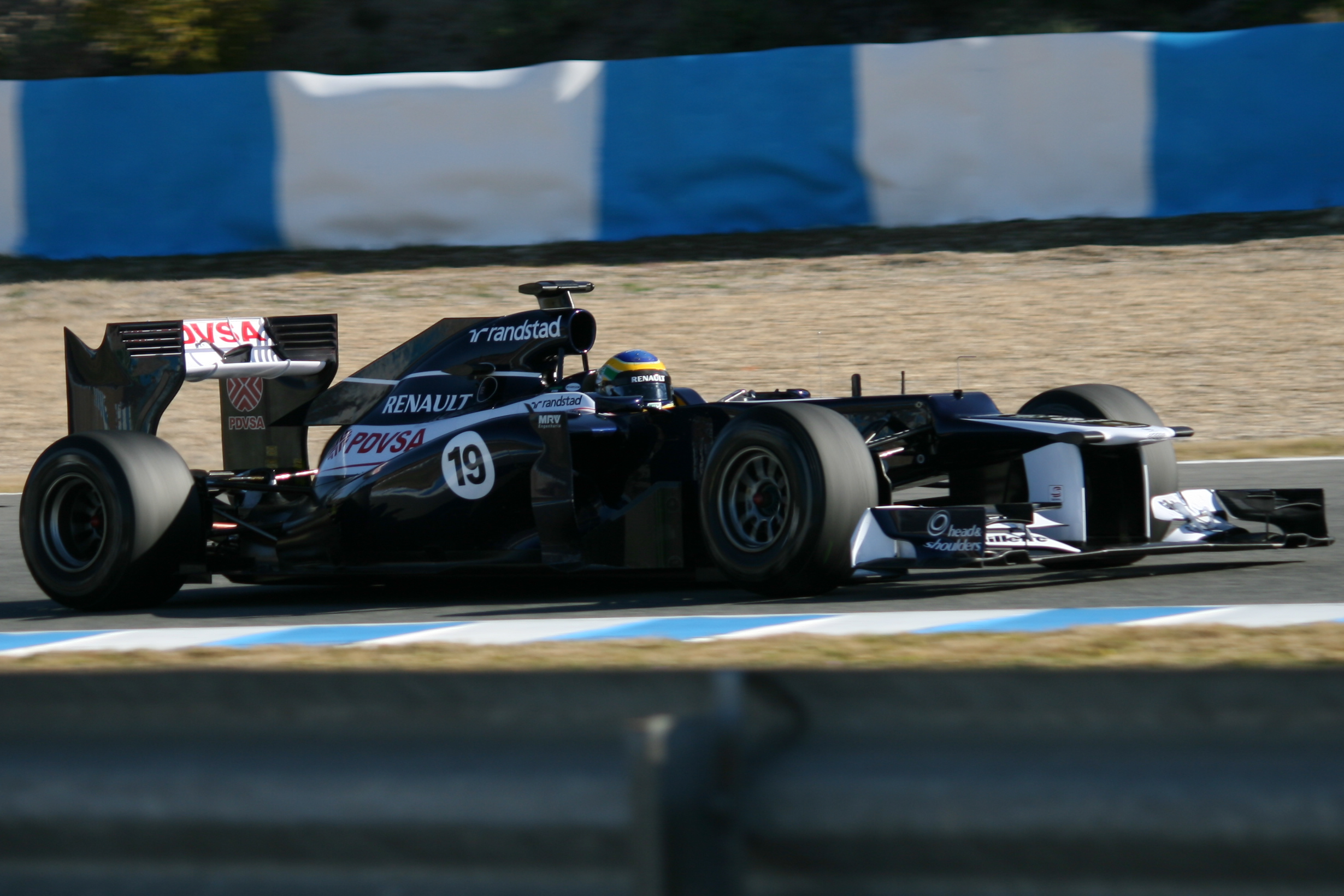
Bruno Senna in actie voor Williams tijdens de tests in Jerez

Senna werd op 17 januari 2012 officieel door Williams gepresenteerd als de vervanger van Rubens Barrichello. Senna's teamgenoot was de Venezolaan Pastor Maldonado. De beslissing om naar Williams te gaan was voor Senna een moeilijke, aangezien zijn oom ook voor Williams was uitgekomen toen deze in 1994 verongelukte. Pas nadat er binnen zijn familie geen negatieve gevoelens bleken te bestaan over zijn betrokkenheid bij Williams en volledig instemde met deze stap, hakte hij de knoop door.
Senna kwalificeerde zich als veertiende voor de Grand Prix van Australië, maar moest later opgeven na een aanrijding met Felipe Massa; hij werd nog wel geklasseerd als zestiende. Senna scoorde zijn eerste punten voor Williams tijdens de Grand Prix van Maleisië, waarin hij knap zesde werd. Het feit dat de race werd verreden in afwisselend regenachtig en droog weer, maakte de prestatie extra knap. De acht punten die Senna scoorde in Maleisië waren al meer dan het team het seizoen ervoor in totaal had vergaard. Daarna werd Senna zevende in de Grand Prix van China en moest hij zijn race in Bahrein vroegtijdig beëindigen door remproblemen. Zijn teamgenoot Maldonado won drie weken later de Grand Prix van Spanje, terwijl Senna uitviel na een botsing met Michael Schumacher. Vervolgens finishte hij als tiende in Monaco en als zeventiende in Canada. Tijdens de Grand Prix van Europa kreeg Senna een drive-through penalty, nadat hij in botsing was gekomen met Kamui Kobayashi; hij finishte de race ten slotte als elfde, maar werd later tiende doordat zijn teamgenoot een 20-seconden tijdstraf had gekregen na een botsing met Lewis Hamilton. In Engeland leek Senna op weg om voor de eerste keer mee te mogen doen aan Q3, maar een spin van Romain Grosjean gooide roet in het eten, Senna startte als dertiende en finishte als negende na een sterke race.
Op 28 november 2012 werd bekend, dat Senna zijn stoeltje bij Williams voor het volgende seizoen kwijt zou raken aan Valtteri Bottas.

### 2013-heden: Le Mans en Formule E
2013-2014
In februari 2013 werd bekend, dat Senna de 24 uur van Le Mans zou gaan racen en zou deelnemen aan het FIA World Endurance Championship voor Aston Martin Racing.
Op 14 februari 2014 werd bekendgemaakt, dat hij nog een jaar zou rijden bij Aston Martin Racing.
2014-2015
In 2014-2015 en 2015-2016 reed Senna in het elektrische kampioenschap Formule E. Hij reed hier voor Mahindra Racing, in 2014-2015 naast zijn voormalige teamgenoot in zowel de GP2 als de Formule 1 Karun Chandhok, daarna naast Nick Heidfeld.

## Trivia
Senna won in 2012 de Lorenzo Bandini Trophy voor zijn prestaties van het voorgaande seizoen. Eerdere winnaars van deze prijs waren onder anderen David Coulthard, Jacques Villeneuve en Michael Schumacher.

## Carrièreoverzicht
| Seizoen | Series                                    | Team                        | Races | Zeges | Poles | F/Laps | Podiums | Punten | Positie |
| ------- | ----------------------------------------- | --------------------------- | ----- | ----- | ----- | ------ | ------- | ------ | ------- |
| 2004    | Aziatische Formule Renault Challenge      | Shangsai FRD GT Tires Team  | 1     | 0     | 0     | ?      | 1       | N/A    | NC †    |
| 2004    | Formule BMW UK                            | Carlin Motorsport           | 6     | 0     | 0     | 0      | 0       | 6      | 21st    |
| 2005    | Britse Formule 3-kampioenschap            | Räikkönen Robertson Racing  | 21    | 0     | 1     | 0      | 3       | 75     | 10th    |
| 2005    | Masters of Formula 3                      | Räikkönen Robertson Racing  | 1     | 0     | 0     | 0      | 0       | N/A    | NC      |
| 2005    | Grand Prix van Macau                      | Räikkönen Robertson Racing  | 1     | 0     | 0     | 0      | 0       | N/A    | NC      |
| 2006    | Britse Formule 3-kampioenschap            | Räikkönen Robertson Racing  | 22    | 5     | 3     | 5      | 9       | 229    | 3e      |
| 2006    | Masters of Formula 3                      | Räikkönen Robertson Racing  | 1     | 0     | 0     | 0      | 0       | N/A    | 7e      |
| 2006    | Formule 3-Australië Grand Prix            | Bronte Rundle Motorsport    | 3     | 2     | 0     | ?      | 3       | N/A    | 1st     |
| 2006    | Porsche Carrera Cup Germany               | EMC Buchbinder ARAXA Racing | 1     | 0     | 0     | 0      | 0       | N/A    | NC †    |
| 2006    | Porsche Supercup                          | Porsche AG                  | 1     | 0     | 0     | 0      | 0       | N/A    | NC †    |
| 2007    | GP2 Series                                | Arden International         | 21    | 1     | 0     | 0      | 3       | 34     | 8e      |
| 2007    | Ferrari Challenge Europe – Trofeo Pirelli | Ferrari GB Dealer Team      | 2     | 2     | 2     | ?      | 2       | N/A    | NC †    |
| 2007    | Grand Prix van Macau                      | Räikkönen Robertson Racing  | 1     | 0     | 0     | 0      | 0       | N/A    | NC      |
| 2008    | GP2 Asia Series                           | iSport International        | 9     | 0     | 0     | 4      | 2       | 23     | 5e      |
| 2008    | GP2 Series                                | iSport International        | 20    | 2     | 3     | 0      | 6       | 64     | 2e      |
| 2009    | Le Mans Series                            | Team Oreca Matmut – AIM     | 3     | 0     | 0     | 0      | 2       | 12     | 8e      |
| 2009    | 24 uur van Le Mans                        | Team Oreca Matmut – AIM     | 1     | 0     | 0     | 0      | 0       | N/A    | NC      |
| 2010    | Formule 1                                 | Hispania Racing F1 Team     | 18    | 0     | 0     | 0      | 0       | 0      | 23e     |
| 2011    | Formule 1                                 | Lotus Renault GP            | 8     | 0     | 0     | 0      | 0       | 2      | 18e     |
| 2012    | Formule 1                                 | Williams F1                 | 11    | 0     | 0     | 0      | 0       | 24     | 15e     |

 † Senna was een gastrijder en kon daarom geen punten scoren.

### Britse Formule 3-resultaten
| Jaar | Team                       | DON | DON | SPA | SPA | CRO | CRO | KNO | KNO | THR | THR | CAS | CAS | MZA | MZA | MZA | SIL | SIL | SIL | NÜR | NÜR | MON | MON | SIL | SIL | Pos. | Pts |
| ---- | -------------------------- | --- | --- | --- | --- | --- | --- | --- | --- | --- | --- | --- | --- | --- | --- | --- | --- | --- | --- | --- | --- | --- | --- | --- | --- | ---- | --- |
| 2005 | Räikkönen Robertson Racing | 6   | Ret | C   | C   | Ret | 5   | 14  | DNS | 11  | Ret | 12  | 10  | Ret | 6   | 5   | Ret | Ret | 3   | Ret | 2   | 12  | 14  | Ret | 2   | 10e  | 75  |

| Jaar | Team                       | OUL | OUL | DON | DON | PAU | PAU | MON | MON | SNE | SNE | SPA | SPA | SIL | SIL | BRH | BRH | MUG | MUG | SIL | SIL | THR | THR | Pos. | Pts |
| ---- | -------------------------- | --- | --- | --- | --- | --- | --- | --- | --- | --- | --- | --- | --- | --- | --- | --- | --- | --- | --- | --- | --- | --- | --- | ---- | --- |
| 2006 | Räikkönen Robertson Racing | 1   | 1   | 1   | 4   | 11  | 10  | 1   | 5   | Ret | DNS | 3   | 3   | 2   | 8   | 7   | 5   | 10  | 1   | 4   | 2   | 4   | 6   | 3e   | 229 |

### GP2-resultaten
(Races dikgedrukt betekent pole positie.) (Races schuingedrukt betekent snelste ronde.)
| Jaar | Inschrijving         | 1         | 2         | 3          | 4           | 5          | 6         | 7           | 8          | 9          | 10         | 11          | 12         | 13         | 14         | 15        | 16          | 17         | 18          | 19        | 20          | 21         | Pos. | Punten |
| ---- | -------------------- | --------- | --------- | ---------- | ----------- | ---------- | --------- | ----------- | ---------- | ---------- | ---------- | ----------- | ---------- | ---------- | ---------- | --------- | ----------- | ---------- | ----------- | --------- | ----------- | ---------- | ---- | ------ |
| 2007 | Arden International  | BHR FEA 4 | BHR SPR 8 | ESP FEA 1  | ESP SPR 4   | MON FEA 11 | FRA FEA 3 | FRA SPR 7   | GBR FEA 11 | GBR SPR 10 | EUR FEA 15 | EUR SPR Ret | HUN FEA 13 | HUN SPR 12 | TUR FEA 10 | TUR SPR 6 | ITA FEA 4   | ITA SPR 3  | BEL FEA Ret | BEL SPR 8 | VAL FEA Ret | VAL SPR 14 | 8e   | 34     |
| 2008 | iSport International | ESP FEA 2 | ESP SPR 4 | TUR FEA 15 | TUR SPR Ret | MON FEA 1  | MON SPR 5 | FRA FEA Ret | FRA SPR 5  | GBR FEA 6  | GBR SPR 1  | GER FEA 4   | GER SPR 3  | HUN FEA 3  | HUN SPR 3  | EUR FEA 9 | EUR SPR Ret | BEL FEA 11 | BEL SPR Ret | ITA FEA 5 | ITA SPR 9   |            | 2e   | 64     |

#### GP2 Asia Series-resultaten
(Races dikgedrukt betekent pole positie.) (Races schuingedrukt betekent snelste ronde.)
| Jaar | Inschrijving         | 1          | 2           | 3         | 4         | 5           | 6         | 7         | 8           | 9            | 10          | Pos. | Punten |
| ---- | -------------------- | ---------- | ----------- | --------- | --------- | ----------- | --------- | --------- | ----------- | ------------ | ----------- | ---- | ------ |
| 2008 | iSport International | DUB1 FEA 2 | DUB1 SPR 19 | IDN FEA 7 | IDN SPR 2 | MAL FEA Ret | MAL SPR 8 | BHR FEA 4 | BHR SPR Ret | DUB2 FEA DSQ | DUB2 SPR 11 | 5e   | 23     |

### 24 uur van Le Mans
| Jaar | Klasse | Nummer | Banden   | Wagen                       | Team                  | Co-Drivers                      | Ronden | Pos. | Klasse Pos. |
| ---- | ------ | ------ | -------- | --------------------------- | --------------------- | ------------------------------- | ------ | ---- | ----------- |
| 2009 | LMP1   | 10     | Michelin | Oreca 01 AIM YS5.5 5.5L V10 | Team Oreca Matmut AIM | Stéphane Ortelli Tiago Monteiro | 219    | DNF  | DNF         |

### Formule 1-resultaten
- Resultaten schuingedrukt betekent snelste ronde

| Seizoen | Inschrijving            | Chassis       | Motor                    | 1      | 2      | 3      | 4      | 5      | 6      | 7      | 8      | 9      | 10     | 11     | 12      | 13     | 14     | 15     | 16     | 17     | 18     | 19     | 20     | Pos | Punten |
| ------- | ----------------------- | ------------- | ------------------------ | ------ | ------ | ------ | ------ | ------ | ------ | ------ | ------ | ------ | ------ | ------ | ------- | ------ | ------ | ------ | ------ | ------ | ------ | ------ | ------ | --- | ------ |
| 2010    | Hispania Racing F1 Team | Hispania F110 | Cosworth CA2010 2.4 V8   | BHR NF | AUS NF | MAL 16 | CHN 16 | ESP NF | MON NF | TUR NF | CAN NF | EUR 20 | GBR    | GER 19 | HON 17  | BEL NF | ITA NF | SIN NF | JPN 15 | KOR 14 | BRA 21 | ABU 19 |        | 23  | 0      |
| 2011    | Lotus Renault GP        | Renault R31   | Renault RS27-2011 2.4 V8 | AUS    | MAL    | CHN    | TUR    | ESP    | MON    | CAN    | EUR    | GBR    | GER    | HUN TC | BEL 13  | ITA 9  | SIN 15 | JPN 16 | KOR 13 | IND 12 | ABU 16 | BRA 17 |        | 18  | 2      |
| 2012    | Williams F1 Team        | Williams FW34 | Renault RS27-2012 2.4 V8 | AUS 16 | MAL 6  | CHN 7  | BHR 22 | ESP NF | MON 10 | CAN 17 | EUR 10 | GBR 9  | GER 17 | HUN 7  | BEL 12S | ITA 10 | SIN 18 | JPN 14 | KOR 15 | IND 10 | ABU 8  | USA 10 | BRA NF | 16  | 31     |